# From There to Eternity
From There to Eternity est une cassette video publiée aux États-Unis en 1992, au format NTSC, du groupe de heavy metal britannique Iron Maiden. Les 21 titres reprennent tous les clips du groupe au jour de la publication,.
Une version plus complète, Visions of the Beast, DVD de 31 titres, a été publiée en 2002.

## Liste des morceaux
1. Women in Uniform
2. Wrathchild (Live at the Rainbow)
3. Run to the Hills
4. The Number of the Beast
5. Flight of Icarus
6. The Trooper
7. 2 Minutes to Midnight
8. Aces High
9. Running Free (Live After Death)
10. Wasted Years
11. Stranger in a Strange Land
12. Can I Play with Madness
13. The Evil that Men Do
14. The Clairvoyant (Maiden England)
15. Infinite Dreams (Maiden England)
16. Holy Smoke
17. Tailgunner
18. Bring Your Daughter... to the Slaughter
19. Be Quick or Be Dead
20. From Here to Eternity
21. Wasting Love